# McLaren Technology Group
McLaren Technology Group – holding stworzony przez Rona Dennisa w 1985; siedziba przedsiębiorstwa znajduje się w Woking w Wielkiej Brytanii; Przedsiębiorstwo skupione jest wokół zespołu wyścigowego Formuły 1 – zespołu McLaren.

## Skład holdingu
W skład McLaren Technology Group wchodzą następujące przedsiębiorstwa:
- McLaren Racing –  zajmująca się startami zespołu McLaren w Formule 1
- McLaren Automotive – produkująca małe serie samochodów dopuszczonych do ruchu drogowego (McLaren F1 jako McLaren Cars i obecnie Mercedes-Benz SLR McLaren)
- McLaren Electronic Systems – wytwarzająca samochodowe systemy kontroli dla sportów motorowych, jest m.in. wyłącznym dostawcą ECU dla Formuły 1
- McLaren Marketing – prowadząca marketing McLaren Racing
- Absolute Taste – odpowiada za dostawy pożywienia dla zespołu wyścigowego
- Lydden Circuit – zarządzająca torem wyścigowym o tej samej nazwie w pobliżu Dover w hrabstwie Kent w Wielkiej Brytanii
- McLaren Applied Technologies

## Właściciele
- Mumtalakat Holding Company (w 100% własność Bahrajnu) (50%)
- Ron Dennis (25%)
- TAG Group SA (25%)